# Щилиян Георгиев
Щилиян (Щилян) Кръстев Георгиев е български революционер, одрински войвода на Вътрешната македонска революционна организация.

## Биография
Щилиян Георгиев е роден през 1874 година в Одрин, Османската империя, днес в България. Завършва IV клас на Одринската гимназия „Д-р Петър Берон“ и работи като учител. Влиза във ВМОРО още в 1895 година. Георгиев основава първите революционни комитети в свиленградските села Кадъкьой, Караагач и други. По-късно като учител в Софлийско, Гюмюрджинско, Узункьоприйско, Одринско и разширява революционната мрежа. Арестуван е от властите в 1906 година.